# Gobierno militar de Koryo
La terminología gobierno militar de Koryo (en hangul, 무신정권; en hanja, 武臣政權) indica el gobierno de Koryo bajo control de los militares después del golpe de Estado en 1170 hasta la rebelión del Sambyeolcho que hizo resistencia nacional por el gobierno de Koryo y luego por los generales contra los invasores mongoles.
Sin embargo muchos líderes se encargaron al puesto más alto a lo largo del control, la casa de Choe, especialmente, tomó su iniciativa desde 1196 hasta 1258 por apoyar la participación de los estudiosos. 
El clásico Goryeosa describe esta época en el reinado de Sinjong:

Sinjong ascendió por el líder militar, Ch'oe Ch'ung-hŏn y todas las cosas fueron decididas como la vida o la muerte, el derecho de aceptar o rechazar que significa la autoridad real vacía. Alas, el rey fue simplemente un títere
Goryeosa

## Lista de líderes
| Nombre                           | Fuerza | Terminación | Monarca                                    | Notas |
| -------------------------------- | ------ | ----------- | ------------------------------------------ | --- |
| Yi Ui-bang 이의방 / 李義方       | 1170   | 1174        | Uijong de Goryeo Myeongjong de Goryeo      | Ganando el suceso de rebelión contra el gobierno real de Uijong, obligó a Uijong a abdicar, ascendiendo Myeongjong como títere. |
| Jeong Jung-bu 정중부 / 鄭仲夫    | 1174   | 1179        | Myeongjong de Goryeo                       | Un miembro del golpe de Estado en 1170. Lo asesinó a Yi Ui-bang y capturó su fuerza |
| Gyeong Dae-seung 경대승 / 慶大升 | 1179   | 1183        | Myeongjong de Goryeo                       | Gyeong también asesinó a Jeong jung-bu y su familia. Aunque Gyeong tuvo su plan de restaorar el gobierno real, el rey Myeongjong lo consideró como el insurgente. Gyeong no pudo alcanzar su objetivo y murió. Los historiadores posteriores durante Joseon señalaron que Gyeong no fue un traidor. |
| Yi Ui-min 이의민 / 李義旼        | 1183   | 1196        | Myeongjong of Goryeo                       | Myeongjong hizo demanda a Yi Ui-min una vez muerto Gyeong. Su posición del pueblo bajo causó toda una serie de resistencias. Luego sería asesinado debido a su crueldad. |
| Régimen Choe (The House of Choe) |        |             |                                            | |
| Choe Chung-heon 최충헌 / 崔忠獻  | 1196   | 1219        | Myeongjong Sinjong Huijong Gangjong Gojong | Choe asesinó a Yi por la gran repulsión que inspiraba la tiranía. |
| Choe Woo 최우 / 崔瑀             | 1219   | 1249        | Gojong de Goryeo                           | Hijo de Choe Chung-heon. |
| Choe Hang 최항 / 崔沆            | 1249   | 1257        | Gojong]]                                   | Hijo de Choe Woo. |
| Choe Ui 최의 / 崔竩              | 1257   | 1258        | Gojong                                     | Hijo de Choe Hang. Fue asesinado por su general, Kim Jun y Ryu Gyung. |
| Líderes finales                  |        |             |                                            | |
| Kim Jun 김준 / 金俊              | 1258   | 1268        | Wonjong                                    | |
| Im Yeon 임연 / 林衍              | 1268   | 1270        | Wonjong Yeongjong Wonjong                  | Asesinó a Kim Jun. Falleció su intención de ascendirse un rey nuevo. |
| Im Yu-mu 임유무 / 林惟茂         | 1270   | 1270        | Wonjong                                    | Hijo de Im Yeon. Bajo un gran ataque de los mongoles, acabó no teniendo otra alternativa. Fue el punto final del gobierno militar. |

## Citas
- Lee, Ki-baek (1984). «Chapter 7: Rule by the Military». A New History of Korea. Harvard University Press. ISBN 978-0-674-61576-2.
- Schultz, E. J. (2000). Generals and Scholars: Military Rule in Medieval Korea. University of Hawaii Press. ISBN 978-0-8248-2324-5.

- Datos: Q712776